# Paul England
Paul England (Melbourne, 28 de março de 1929 – Melbourne, 17 de junho de 2014) foi um automobilista australiano que participou do Grande Prêmio da Alemanha de Fórmula 1 de 1957.